# FK Pardubice
FK Pardubice é um clube da Checa de futebol localizado na cidade de Pardubice. Atualmente joga na Primeira Liga Checa.
O clube é o sucessor do TJ Tesla Pardubice, que se fundiu com o FC Loko Pardubice em 2008.

## História
O clube avançou para a Bohemian Football League em 2010 vindo da Czech Fourth Division. Em 2012, o clube foi novamente promovido, desta vez para a Czech 2. Liga, depois de terminar em segundo lugar na Bohemian Football League de 2011–12. Os vencedores MFK Chrudim não foram promovidos porque seu estádio não atendeu aos requisitos da liga.